# Ordgarius ephippiatus
Ordgarius ephippiatus är en spindelart som beskrevs av Tamerlan Thorell 1898. Ordgarius ephippiatus ingår i släktet Ordgarius och familjen hjulspindlar.
Artens utbredningsområde är Myanmar. Inga underarter finns listade i Catalogue of Life.